# Оукли (Вајоминг)
Оукли (енгл. Oakley) насељено је место без административног статуса у америчкој савезној држави Вајоминг.

## Демографија
По попису из 2010. године број становника је 49, што је 31 (172,2%) становника више него 2000. године.
| Група             | 2000.      | 2010.      |
| Белци             | 17 (94,4%) | 48 (98,0%) |
| Афроамериканци    | 0 (0,0%)   | 0 (0,0%)   |
| Азијати           | 0 (0,0%)   | 0 (0,0%)   |
| Хиспаноамериканци | 1 (5,6%)   | 0 (0,0%)   |
| Укупно            | 18         | 49         |